# Cycladen

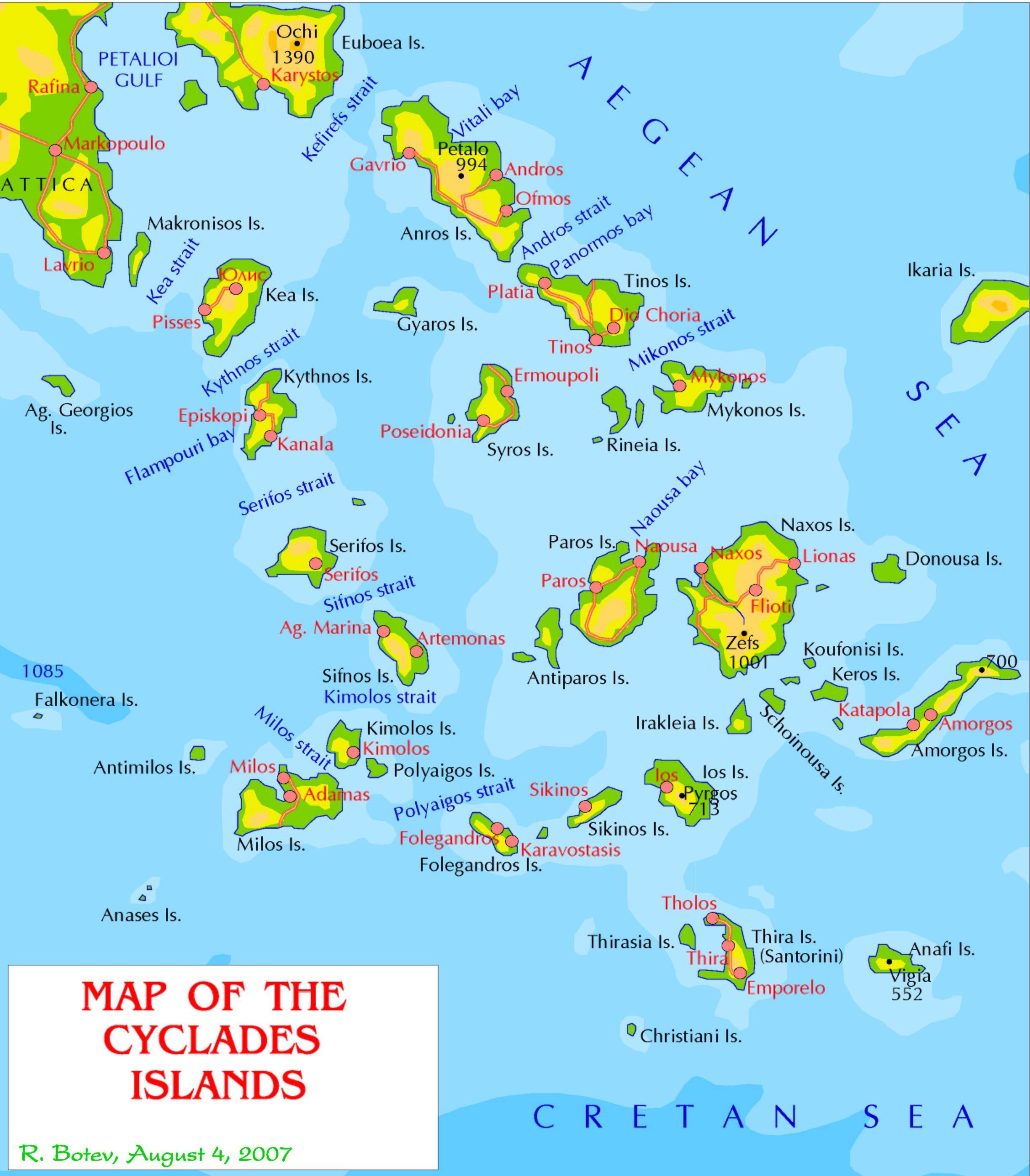
Cycladen

De Cycladen (Grieks: Κυκλάδες, IPA: [kʲikˈlaðe̞s]), is een groep van Griekse eilanden in de Egeïsche Zee. Het is een historisch departement van Griekenland, een nomos. De hoofdstad was Ermoupoli, dat ligt op het eiland Syros.
De eilanden van de Cycladen lijken in een cirkel (Oudgrieks: Κύκλος, cyclus) rondom Delos te liggen, in de klassieke oudheid misschien wel het belangrijkste Griekse heiligdom.

## Geschiedenis
De eerste permanente nederzettingen op de Cycladen ontstonden in het laat-neolithicum, 5300-4500 v.Chr.. De typisch Cycladische kunst werd hier later, tussen 4000 en 1100 v.Chr. geproduceerd, zoals kleine in wit marmer, modern ogende beeldjes met alleen een neus, de idolen, en de ronde versierde marmeren platen. De Cycladische beschaving laat zich in verschillende perioden opdelen, de Keros-Syroscultuur, 2800-2300 v.Chr., wordt gezien als het hoogtepunt van deze beschaving. De Ioniërs kwamen rond 1900 v.Chr. naar de Cycladen en maakten van het eiland Delos het religieuze centrum.
Vanaf het 3e millennium v.Chr. ontstond op Kreta de Minoïsche beschaving die de Cycladische eilanden zou overheersen. De Minoërs zouden de handel in het oosten van de Middellandse Zee domineren en Santorini, ook Thera, was voor hen een belangrijke aanlegplaats, waarop de nederzetting Akrotiri ontstond. De Minoïsche uitbarsting, een enorme vulkaanuitbarsting op Santorini omstreeks 1620 v.Chr., zou mogelijk de ondergang van de Minoïsche beschaving hebben veroorzaakt of die hebben versneld. De legende van Atlantis zou van deze gebeurtenis zijn kunnen afgeleid. Later volgde de ondergang van de meeste beschavingen rond de middellandse zee. De Cycladen speelden hierna voor lange tijd geen rol meer in de geschiedenis, met uitzondering van het eiland Delos dat tot de komst van het christendom een belangrijke religieuze plek bleef.
De eilanden werden tijdens de Derde Heilige Oorlog, 355-346 v.Chr., door Philippus II van Macedonië, de vader van Alexander de Grote, onder gezag van Macedonië gebracht, waarmee voor hen de hellenistische periode begon. De eilanden kwamen  later onder Romeins en Byzantijns bestuur.
Van 1207 tot 1579 vormden de Cycladen het hertogdom Naxos, een vazalstaat van de republiek Venetië. Het was een van de kruisvaardersstaten, die na de val van het Byzantijnse Rijk in 1204 ontstonden, na de Vierde Kruistocht. Khair ad-Din, beter bekend als Barbarossa, veroverde de eilanden in twee slagen, in 1537 en 1538, voor het Ottomaanse Rijk, waardoor het hertogdom onder de Ottomanen nog een tijd zou voortbestaan. Alleen het eiland Tinos zou tot 1715 in Venetiaanse handen blijven. Door de Griekse Onafhankelijkheidsoorlog, 1821 - 1832, werden de eilanden onderdeel van de nieuw gestichte staat Griekenland.
De eilanden werden in de tweede helft van de twintigste eeuw een belangrijke toeristische trekpleister.

## Cycladische kunst

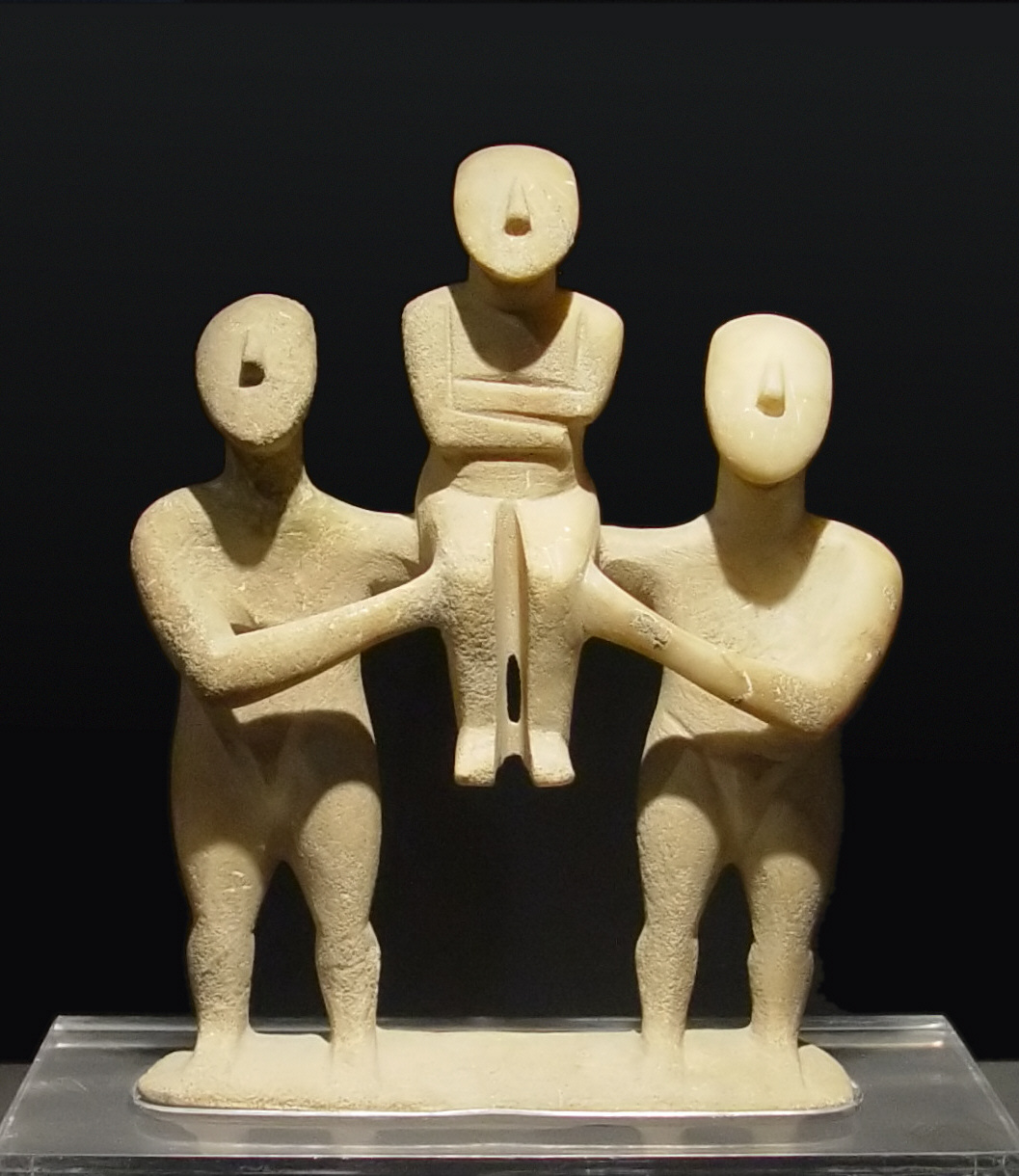
Drie Cycladische idolen

De Cycladen staan, behalve om hun stranden, gezamenlijk bekend om hun kunst. Er werden tussen 4000 en 1100 v.Chr. op deze eilandengroep kleine in wit marmer, modern ogende beeldjes geproduceerd, idolen, zonder gelaat en alleen een neus. De beeldjes zijn tot de geometrische grondvormen herleid. Opvallend was dat de beeldjes meestal een vrouw voorstelden. Deze werden aanvankelijk in graftombes gezet als afgodsbeeldjes, later werden ze echt gezien als kunstvorm.
Een andere belangrijke kunstvorm waren de zogenaamde koekenpannen, marmeren gebolde platen met allerlei motieven. Historici zijn het er nog steeds niet over eens wat de functie hiervan was maar mogelijk hadden ze een religieuze functie. De Cycladische kunst wordt tegenwoordig massaal gereproduceerd en verkocht aan toeristen.

## Eilanden

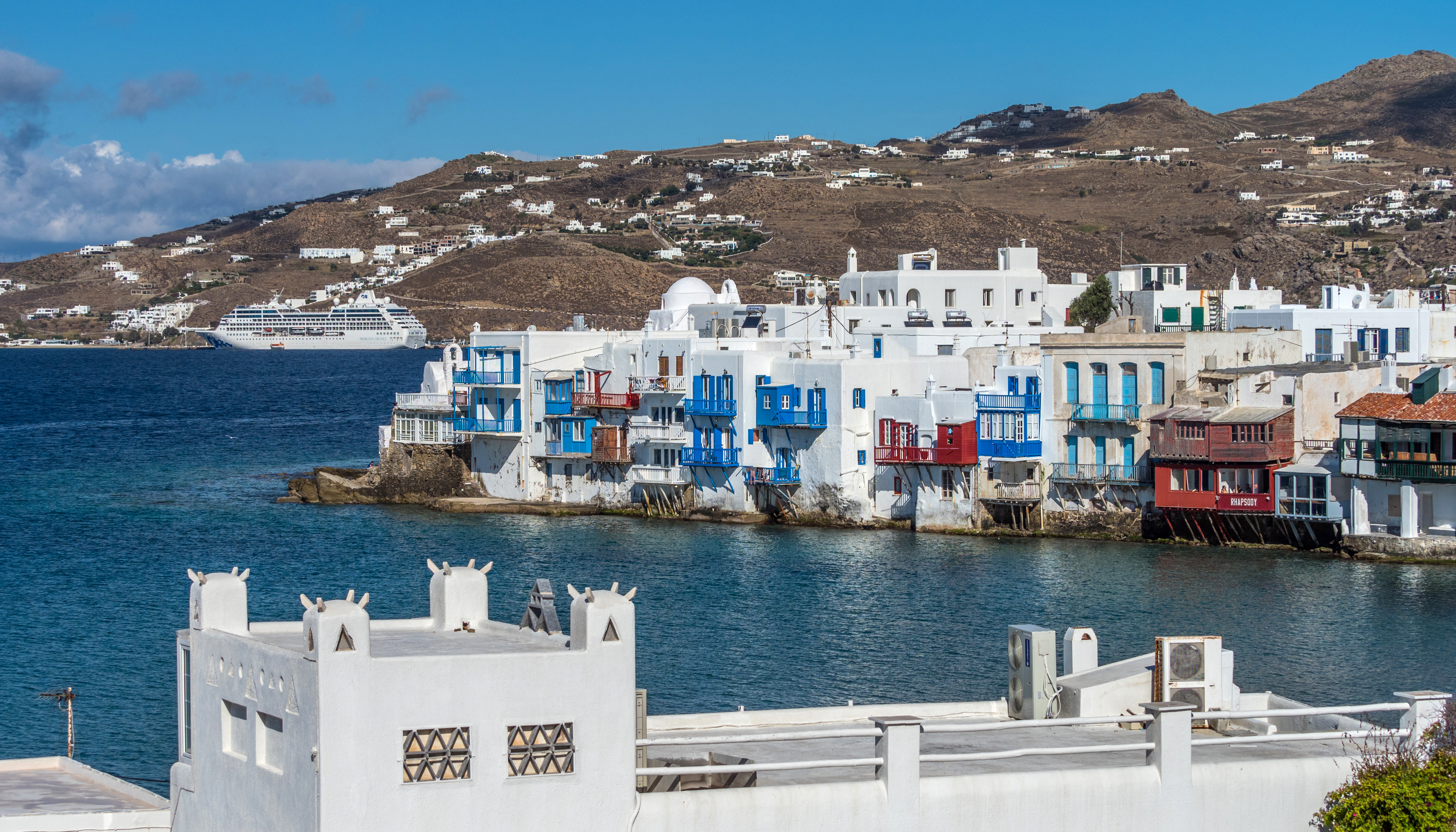
De wijk Alefkantra op Mykonos, wordt ook wel Klein-Venetië genoemd.

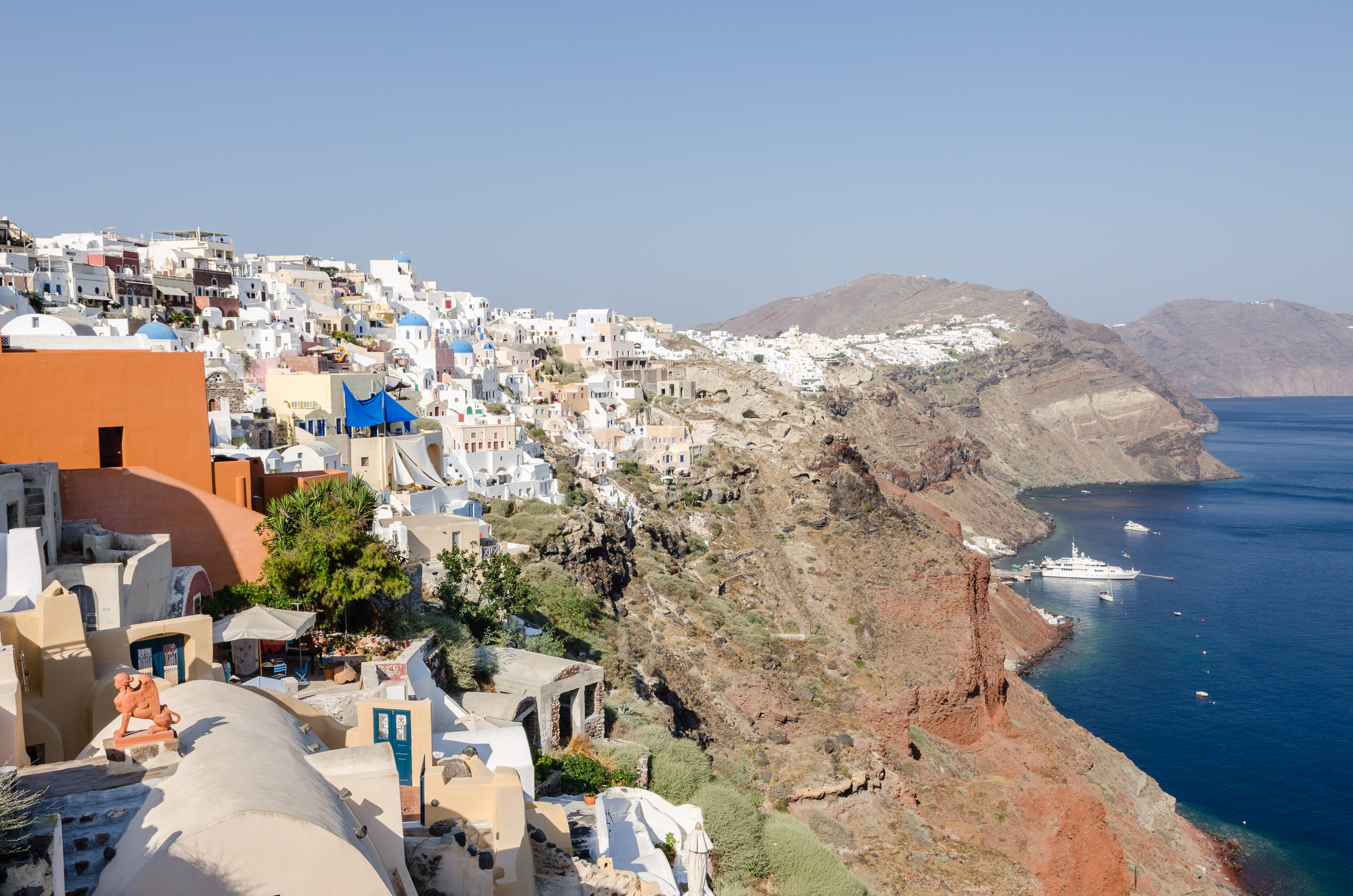
Het dorp Oia boven op de caldeira van Santorini.

De onderstaande, bewoonde, eilanden maken bestuurlijk deel uit van de Cycladen:

### Noordelijke Cycladen
- Andros: Het op een na grootste eiland van de Cycladen heeft bergen tot 997 meter hoogte en is groener dan de andere eilanden. Het eiland is bekend om zijn watervallen.
- Tinos
- Syros: met de plaats Ermoupoli dat tot 2010 de hoofdstad van de Cycladen was.
- Gyaros - onbewoond, gevangeniseiland
- Rinia
- Delos - onbewoond en een Ionisch heiligdom. Het is sinds 1990 werelderfgoed.
- Mykonos - een van de kleinere eilanden maar het geldt als toeristische bestemming.

### Westelijke Cycladen
- Kea of Tzia
- Kithnos
- Kimolos
- Milos
- Antimilos
- Serifos
- Sifnos
- Poliegos - onbewoond, natuurreservaat

### Centrale en Oostelijke Cycladen
- Despotiko - onbewoond
- Antiparos
- Paros - het op twee na grootste eiland en een knooppunt voor veerverbindingen.
- Naxos - het grootste eiland van de Cycladen. Het is bergachtiger en groener dan de andere eilanden en vormde ooit het hoofdeiland van het Hertogdom Naxos.
- Amorgos

### Kleine Cycladen
- Iraklia
- Schinousa
- Koefonisia
- Keros - onbewoond eiland met archeologische opgravingen
- Donoussa - bekend door de grote groep katten die er woont

### Zuidelijke Cycladen
- Folegandros
- Sikinos
- Ios - een belangrijke toeristische bestemming met in de zomermaanden een berucht uitgaansleven
- Thirasia
- Anafi
- Santorini - Het eiland wordt ook wel Thera genoemd en bestaat uit zes eilanden die samen de top van een van de zestien grootste vulkanen ter wereld vormen.
- Christiana

## Gemeenten en gemeenschappen
| Gemeente    | Hoofdplaats (anders) | Postcode | Netnummer |
| ----------- | -------------------- | -------- | --------- |
| Amorgos     | Chora                | 840 08   | 22850-2   |
| Andros      | Chora                | 845 00   | 22820-2   |
| Ano Syros   |                      | 841 00   | 22810-8   |
| Drimalia    | Chalkeio Naxou       | 843 02   | 22850     |
| Ermoupoli   |                      | 841 00   | 22810-2   |
| Exomvourgo  | Kampos               | 842 00   | 22850-5   |
| Ios         |                      | 840 01   | 22860-9   |
| Kea         | Chora, Ioulis        | 840 02   | 22880-2   |
| Korthio     | Ormos Korthio        | 845 02   | 22820-6   |
| Kithnos     |                      | 840 06   | 22810-3   |
| Milos       |                      | 848 00   | 22870-2   |
| Mykonos     |                      | 846 00   | 22890-2   |
| Naxos       | Naxos                | 843 00   | 22850-2   |
| Paros       |                      | 844 00   | 22840-2   |
| Poseidonia  |                      | 841 00   | 22810-4   |
| Santorini   |                      | 847 00   | 22860-2   |
| Serifos     |                      | 840 02   | 22810-5   |
| Sifnos      |                      | 840 03   | 22840-3   |
| Tinos       |                      | 842 00   | 22830-2   |
| Idrousa     | Gavrion              | 845 01   | 22820-7   |
| Gemeenschap | Hoofdplaats (anders) | Postcode | Netnummer |
| Anafi       | Chora                | 840 09   | 22860-6   |
| Antiparos   |                      | 840 07   | 22840-6   |
| Donoussa    |                      | 843 00   | 22850-5   |
| Folegandros | Chora                | 840 11   | 22860     |
| Iraklia     |                      | 843 00   | 22870-7   |
| Kimolos     |                      | 840 04   | 22870-5   |
| Koefonisia  |                      | 843 00   | 22870-7   |
| Oia         |                      | 847 02   | 22860-7   |
| Panormos    |                      | 842 01   | 22830-3   |
| Schinousa   |                      | 843 00   | 22870-7   |
| Sikinos     |                      | 840 10   | 22860-5   |

## Bereikbaarheid
De Cycladen zijn met veerdiensten onderling met elkaar, met het vasteland en Kreta verbonden. Paros, Naxos, Mykonos en Santorini hebben bovendien een vliegveld.
Cycladen · Geschiedenis · Cycladische maatschappij · Cycladische kunst · Cycladische muziek · Cycladische architectuur